# تربية الطفل المتخلى عنه

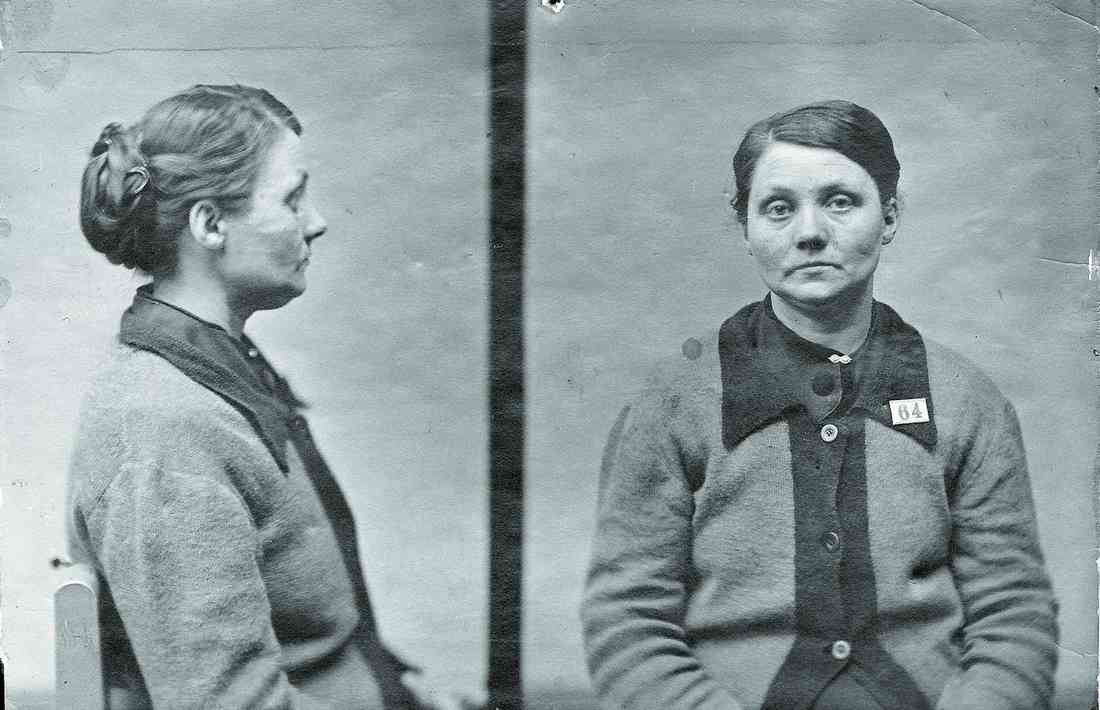

تربية الطفل المتخلى عنه (بالإنجليزية: Baby farming) مصطلح بريطاني ظهر بعد العصر الفكتوري يشير إلى دفع المال مقابل قبول حضانة طفل يتيم أو متخلى عنه من قبل والديه. المصطلح ظهر أيضا في الولايات المتحدة الأمريكية وأستراليا ولكن لم يكن شائعا. الكثيرون عملوا في تربية الأطفال المتخلى عنهم لجمع الأموال وتحول الأمر إلى مهنة مربحة حتى أصدر برلمان المملكة المتحدة قوانين لتنظيم تربية الأطفال المتخلى عنهم وتكون تربيتهم تحت إشراف الدولة مباشرة.
ظهر المصطلح في الأدب الإنجليزي في الرواية الشهيرة أوليفر تويست للمؤلف الإنجليزي تشارلز ديكنز حيث كتب ديكنز أن أوليفر مكث 9 سنوات في ملجأ مخصص لتربية الأطفال المتخلى عنهم.

## تنظيم تربية الطفل المتخلى عنه
قام برلمان المملكة المتحدة بتنظيم تربية الأطفل المتخلى عنهم عام 1872 مع إقرار قانون حماية حياة الرضع. ثم قام البرلمان عام 1908 بسن تشريع للأطفال يعرف باسم «قانون الأطفال لعام 1908». في عام 1939 قام البرلمان بسن تشريع جديد يهدف لتنظيم تربية الطفل اليتيم والمتخلى عنه وتكون تلك الرعاية تحت إشراف وتنظيم الدولة ويعرف القانون باسم «قانون تنظيم تبنى الأطفال 1939».

## الوصف التفصيلي
تربية الأطفال كانت مِهنة مربحة في العهد الفيكتوري، حيث كان هناك عائد مادي مقابل العناية بالأطفال، ولكن مع مرور الزمن أصبح مصطلح  (راعية الأطفال) يُستخدم كإهانة. ولكن وصمة العار لم تكن تقتصر فقط على مربية الأطفال وحسب، إنما شملت الأم على حد سواء؛ حيثُ تُطارد الأم عند قرارها بوضع أبناءها في كنف شخص آخر للاعتناء بهم.
كانت النساء اللاتي يندرجن من أُسرغنية يقمن بوضع أطفالهن الرُضع في منازل القرويين لرعايتهم مقابل دفعهن لمبلغ مالي، حيث قدمت كلير تومالين تقرير مفصل في سيرتها الزاتية في كتاب جين أوستن عن انعدام العاطفة وتبعاتها بعد تخلي الأم لأبنائها، حيث تمت رعايتها بنفس الصورة بالإضافة إلى جميع إخوتها عندما كانوا في أول شهور حياتهم وحتى أصبحوا أطفال عِدة سنوات.
أما في الربع الأخير من القرن التاسع عشر وحتى بدايات القرن العشرين، كان من المربح جداً موت الأطفال الذين تم وضعهم في بيوت رعاية، وذلك للاستفادة من المبالغ المدفوعة مسبقاً، حيث كانت المبالغ بسيطة مقارنةً بمتطلبات رعاية الأطفال لوقت طويل.كان بعض مربيي الأطفال يقومون بتبني الأطفال ثم قتلهم فور حصولهم على المال، حيثُ تم محاكمة كثير منهم بتهمة القتل أو الإهمال الجنائي وبعد ذلك تم إعدامهم، منهم مارجريت وترز عام 1870، وإميليا داي عام 1896.

## انخفاض نسبة وجود بيوت رعاية الأطفال
أورد تقرير سري في عام 1870 في رسالة لجريدة التايمز، حيث ذُكر فيها أن «أنا على قناعة كاملة أن الأطفال يتم قتلهم بأعداد كبيرة من قِبل هؤلاء النساء، وأن التبني ليس إلا عبارة منمقة لموت بطيئ أو سريع للأطفال». بعد ذلك قام البرلمان البريطاني بتنظيم عمليات رعاية الأطفال في عام 1872 مع تمريرقانون حماية حياة الطفل، عقِب سلسلة من المقالات التي تم نشرها في المجلة الطبية البريطانية.
تم تمرير قوانين كثيرة على مر السنين التي وضعت كفالة وتبني الأطفال تحت رقابة وتنظيم الدولة، حيث أعطى قانون حماية الطفل لعام 1897 السلطات المحلية القدرة على تقييد تسجيل الممرضات اللاتي يقمن بالاعتناء بعِدة أطفال تحت سن الخامسة لفترة أطول من 48 ساعة. أما قانون حماية الطفل لعام 1908 فقد نص على أنه لا يمكن أن يبقى أي رضيع في منزل غير لائق ومكتظ، بحيث يعرض صحته للخطر، ولا يمكن أن يبقى أي رضيع في صحبة ممرضة غيرمؤهلة للعناية به، حيث تهدد حياتة للخطرعن طريق الإهمال أو سوء المعاملة.